# Eratosthenian
Eratosthenian-perioden var en period i månens geologiska tidsskala som pågick mellan 3200 miljoner och 1100 miljoner år sedan. Den är namngiven efter kratern Eratosthenes, vilken skapades under denna period. Bildandet av kratern Copernicus markerar början på nästa period, Copernician. Den massiva basaltiska vulkanismen under Imbrian blev allt mer inaktiv och avtog helt längre fram i månens historia. De yngsta lavaflöden som man identifierat på bilder från kretsare har föreslagits vara från slutet av denna period.